# Daniela (Florianópolis)
O Balneário Daniela é um balneário do município de Florianópolis, capital do estado de Santa Catarina. Foi aprovado pela prefeitura como loteamento em março de 1972, hoje existe praticamente 1.003 lotes vendidos. O loteamento foi desenvolvido em duas terras, a maior parte em terrenos da marinha de propriedade da União coberta por mangue, e a outra parte em terras de ninguém. O Ministério Público Federal não concordava, pois, feria o código florestal, Art. 2.ºe diz que estabilizadoras de mangues e fixadoras de dunas devem ser preservadas.
Na realidade, existe discussão sobre a caracterização dos terrenos ditos "de marinha". Inúmeros estudos técnicos baseados em documentos históricos comprovam que quase a totalidade dos imóveis sobre os quais a União pretende ter o domínio, de acordo com o Decreto-Lei 9.760 de 1946, não se enquadravam como terrenos de marinha ou acrescidos no ano de 1831. Registre-se que 1831 é o ano de referência para realizar estas demarcações.

## Origem do nome
Balneário Daniela ganhou este nome em homenagem à neta de um grande empresário local, o senhor João Prudêncio de Amorim. Porém, este nome é usado somente em mapas turísticos, pois a legislação atual não permite nominar logradouros públicos com nomes de pessoas vivas, como é o caso de Daniela. Por isso a denominação primitiva e atual é Praia do Pontal.

## Localização
Sua localização fica ao norte da Ilha de Santa Catarina, em média 23 a 26 km do centro de Florianópolis, é uma praia com apenas um acesso por estrada, logo após Jurerê Internacional.

### Como chegar
O acesso ao Balneário Daniela se dá pela SC 401, em direção ao norte da Ilha.

## Descrição Física
É uma praia ainda em formação, possui face de um mar aberto e outra para a foz do Rio dos Ratones, dificulta a infra-estrutura no  sistema de drenagem e saneamento porque toda a região tem o fundo de lama, tendo elevado risco de contaminação de suas águas com esgoto. Sua areia é clara, fina e caracteriza mar de baía, isto é, mar manso. Esta extensa praia é de ocupação recente, que vem se consolidando através de iniciativas particulares por meio de urbanização.

### Características
Por lá há apenas casas, nada de prédios e grandes empreendimentos. A faixa de areia é estreita e há poucos serviços ao seu redor, no entanto Daniela é muito procurada por suas águas quentes e tranquilas, uma verdadeira piscina. Oferece excelentes qualidades balneárias, finalidade essa que assumiu tendo para tanto forte esforço comunitário e apoio governamental. É uma localidade tranquila, bonita e afastada das pressões do turismo em massa, qualidades que muitos buscam para fugir do stress urbano.
- Dimensões
  - Extensão: 2.200 m aprox.
  - Largura: de 3 a 20 m aprox.